# Абрамович Емілій Олександрович
Абрамович Емілій Абрамович (Олександрович) (1864—1922) — лікар-офтальмолог.

## Життєпис
Закінчив Гродненську гімназію, навчався у Сорбонні, а з 1884 року в Дерптському університеті на медичному факультеті. Після закінчення університету у 1889 році переїхав до Києва.
Керівник першої соціал-демократичної організації Півдня Росії. У 1889 році арештований, два роки перебував у «Крестах», після чого засланий у Східну Сибір.
Проживав у Ольокмінську та Нижньо-Удинську. Під час заслання працював лікарем. У 1896 році приїхав до Смоленська. У 1897 нетривалий час перебував за кордоном, а після повернення працював лікарем на золотих копальнях до 1903 року. Потім переїхав до Саратова, де був членом Саратовської організації соціал-демократів (меншовиків).
Протягом 1904—1907 років працював при Опіці сліпих імператриці Марії Олександрівни в Білорусі, в Череповецькому повіті Новгородської губернії, в Дагестані, в станице Атаманської Області Війська Донського. У 1907—1912 роках працював лікарем на будівництві в м. Ензелі.
У 1912 році відправлений на заслання в село Плотниковське Курганської губернії за статтю про Ленський розстріл.
У зв'язку із початком Першої світової війни прохав відправити його на фронт в якості лікаря. У 1914—1915 роках працював у складі лікарсько-харчувального Петроградського загону Союзу міст на Західному фронті. Пізніше працював лікарем в селі Капцово Ростовського повіту Ярославської губернії.
Після Жовтневої революції 1917 року проживав в Саратові, був членом Президії профспілки медпрацівників, інспектував промислові підприємства міста в якості лікаря.